# Parco nazionale di Salina
Il parco nazionale di Salina (in maltese Park nazzjonali tas-Salini, in inglese Salina national park) è un'area naturale protetta maltese situata nei pressi di Buġibba, zona del consiglio locale di Baia di San Paolo istituita a fine anni novanta vicino alle saline di Buġibba; nel parco sono presenti 12.000 piante indigene maltesi, tra le quali il pino d'Aleppo, il leccio, l'alloro, il mirto, il lentisco, l'olivo, il melograno e l'agnocasto.
Nel 2016 il parco si dovrebbe estendere, dato che il governo ha deciso di piantare altre 150 piante indigene in una nuova parte del parco di 3.000 m² che tuttora appartiene al ministero dei trasporti.
Il parco è gestito dal Directorate for Parks, Afforestation and Countryside Restoration – P.A.R.K., che è controllato dal Ministero dell'ambiente maltese.

## Galleria d'immagini

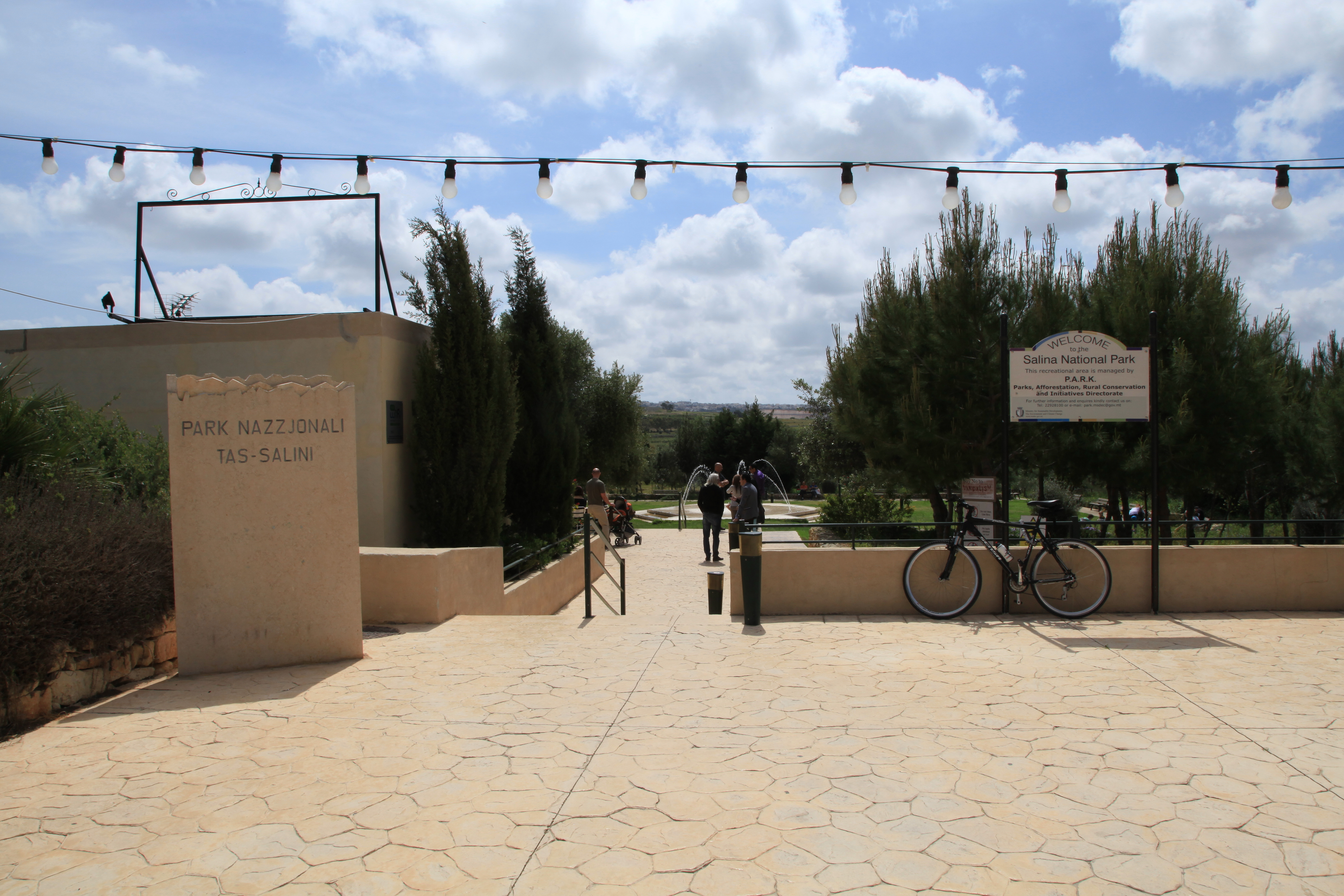
Ingresso del parco da Triq J.F.Kennedy
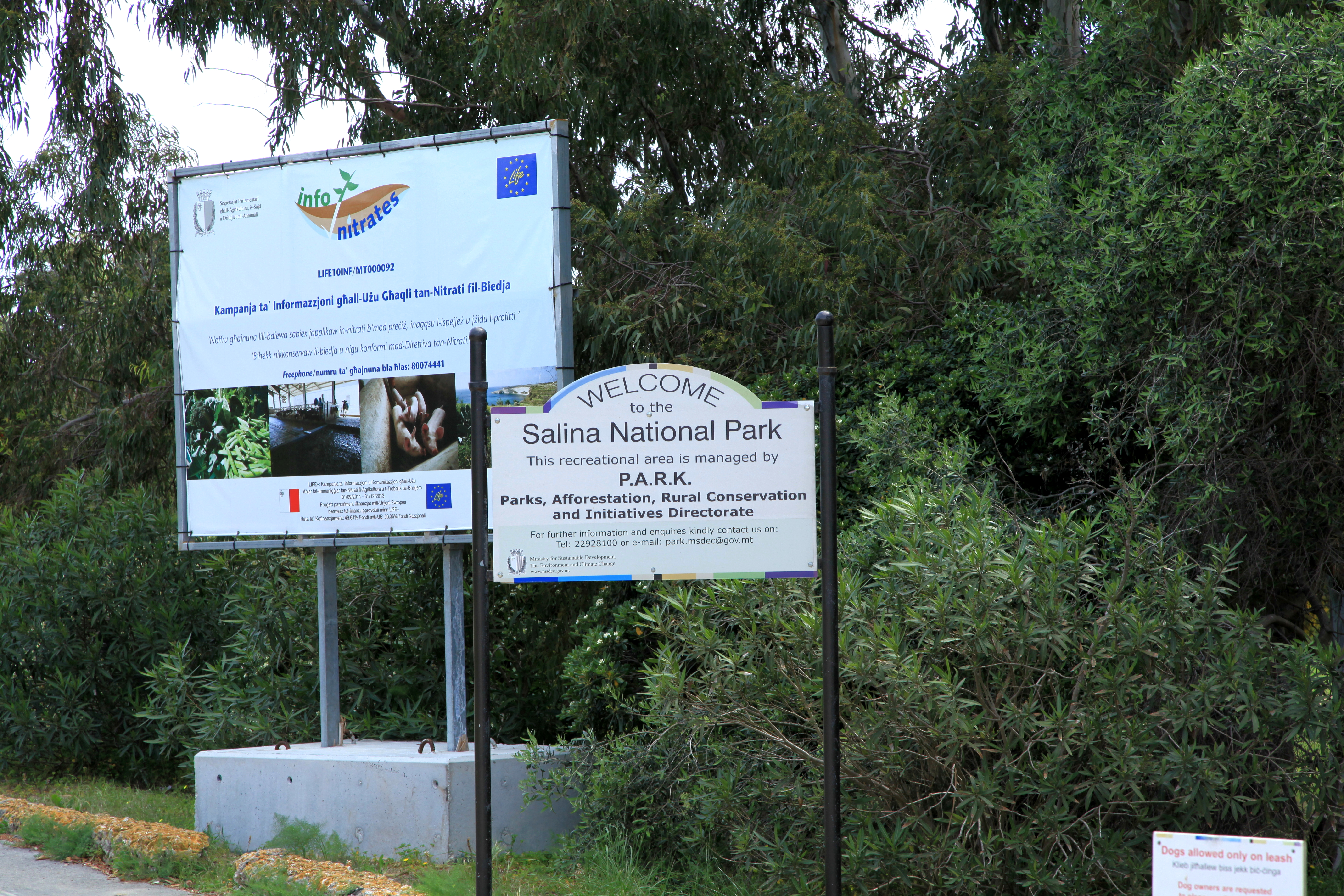
Cartelli d'ingresso
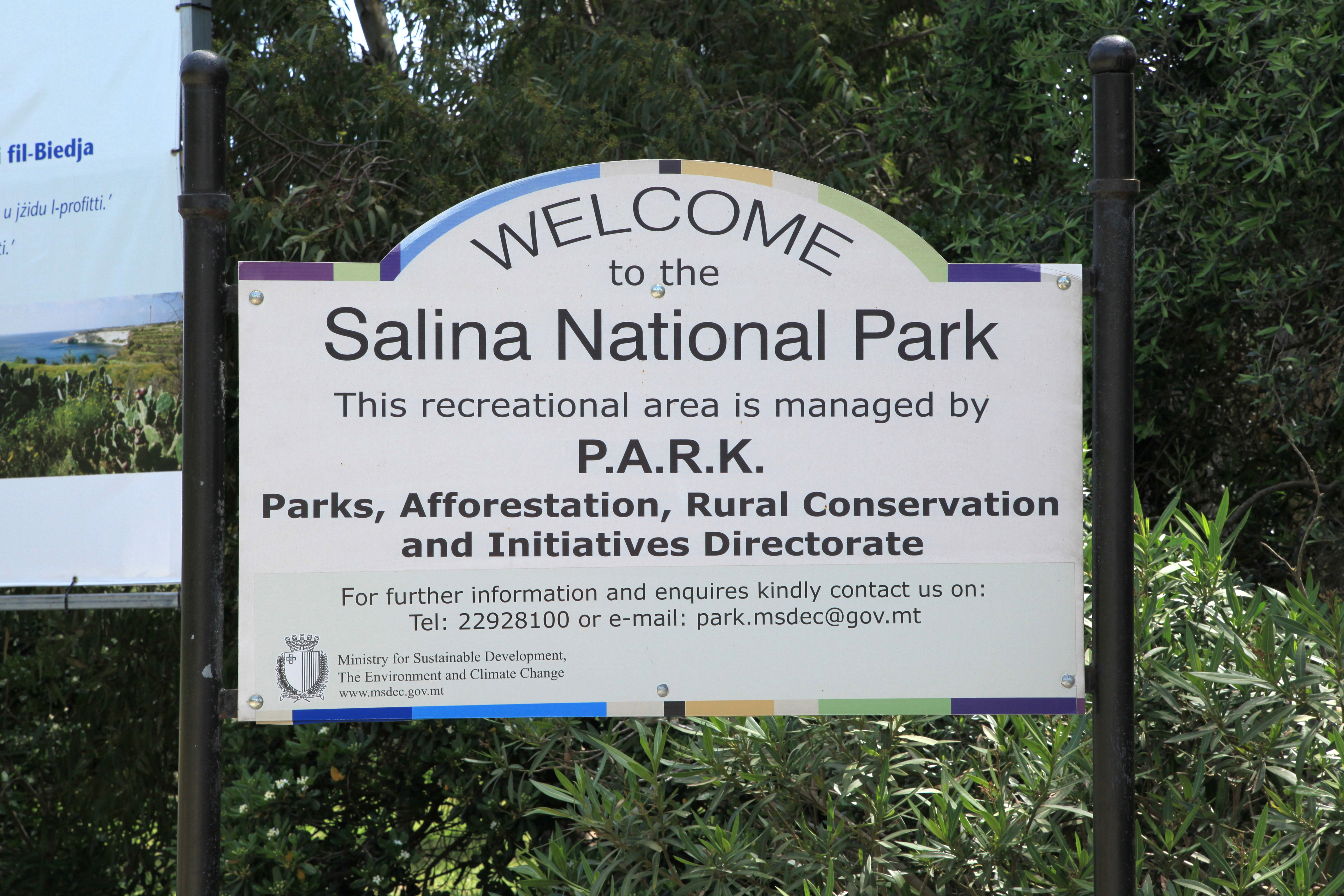
Cartello d'ingresso
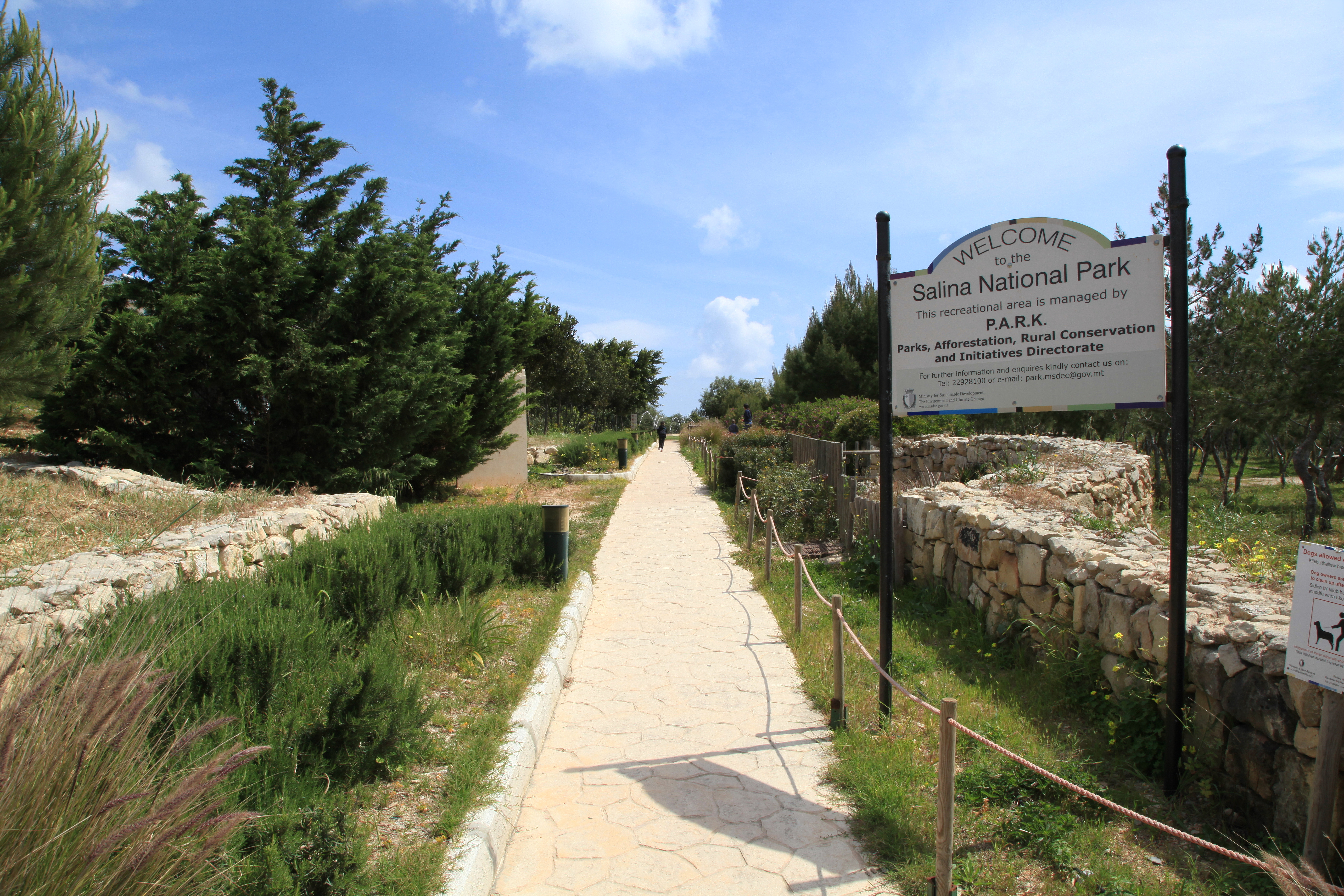
Il parco
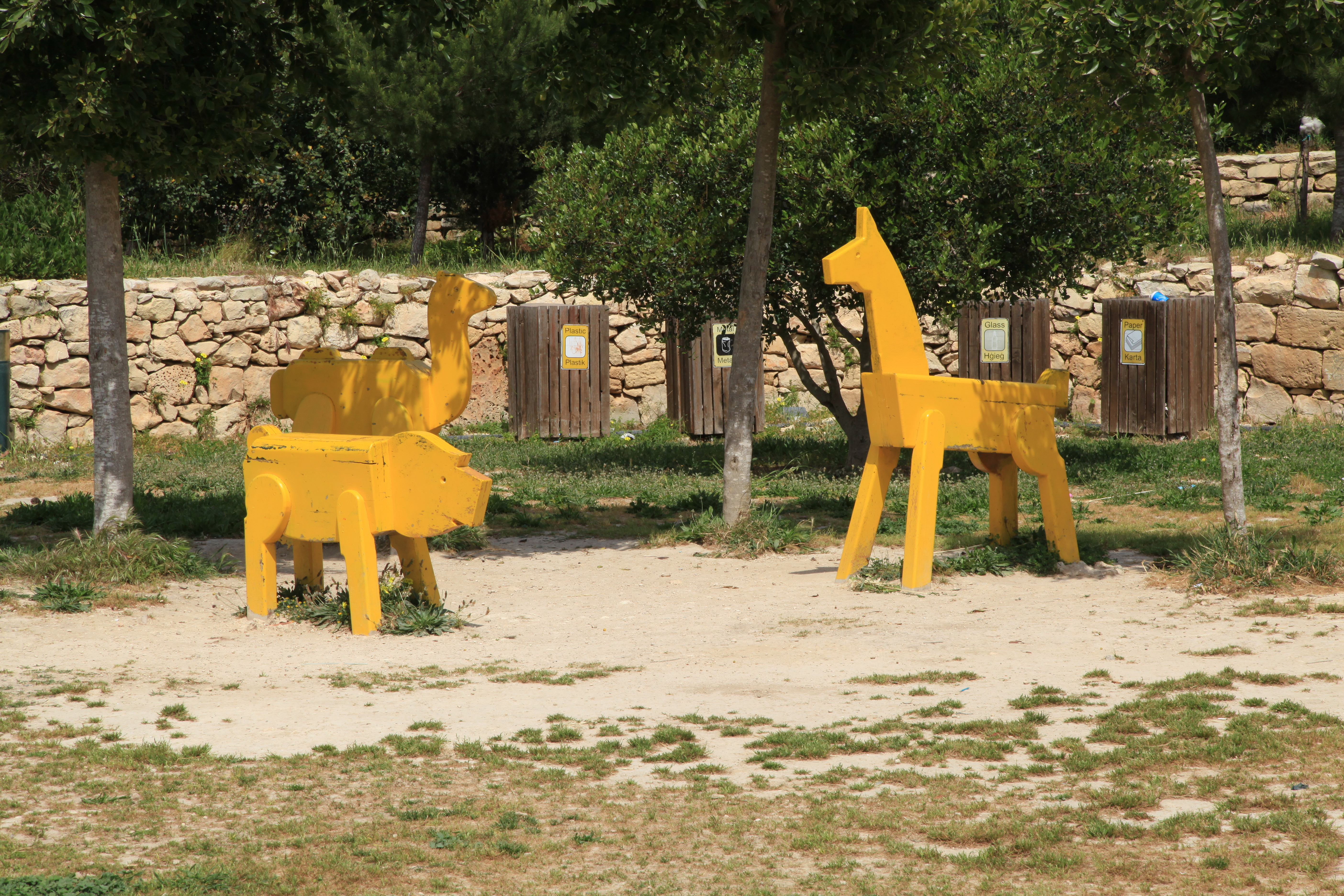
Sculture in legno all'interno del parco
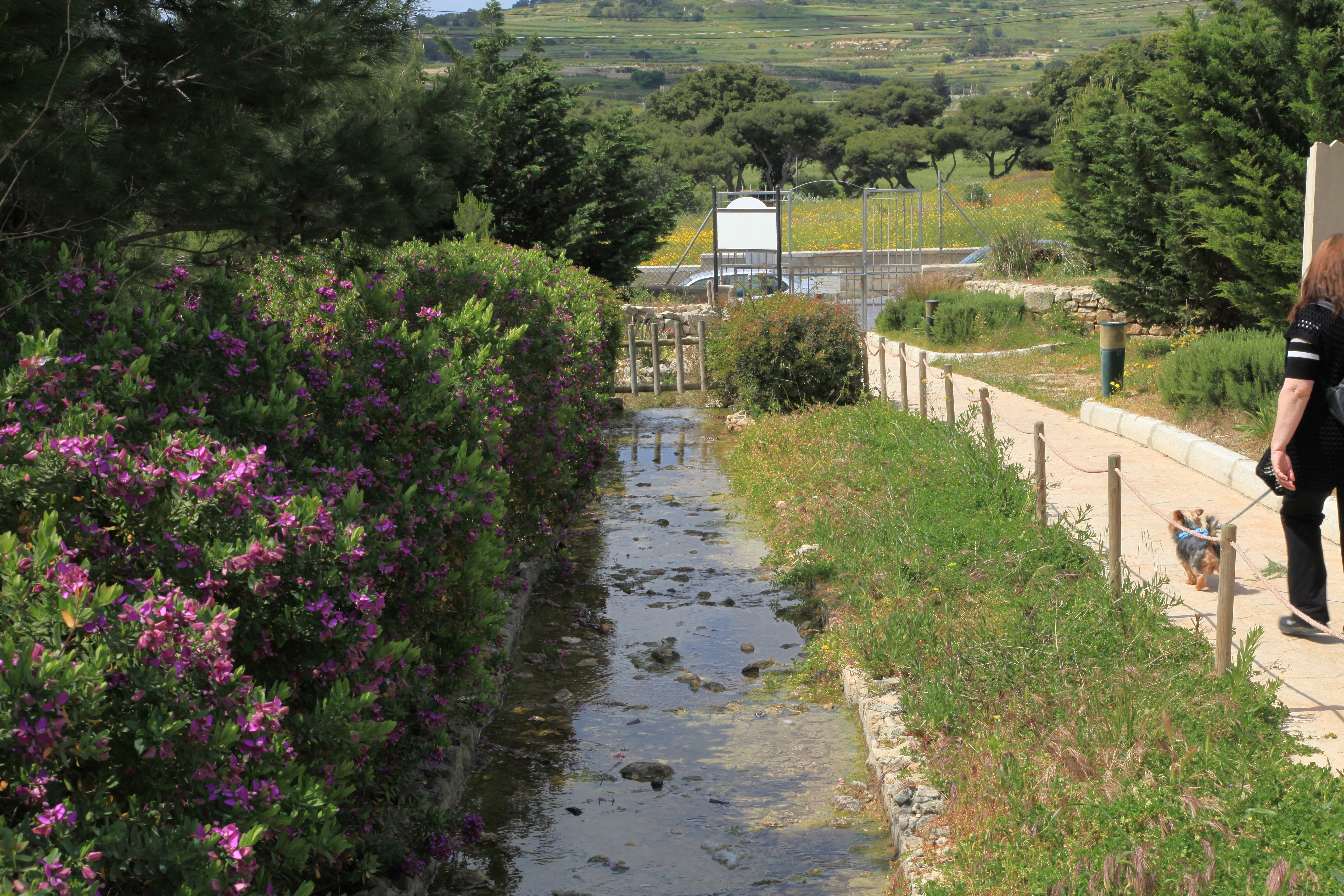
il piccolo canale all'interno del parco
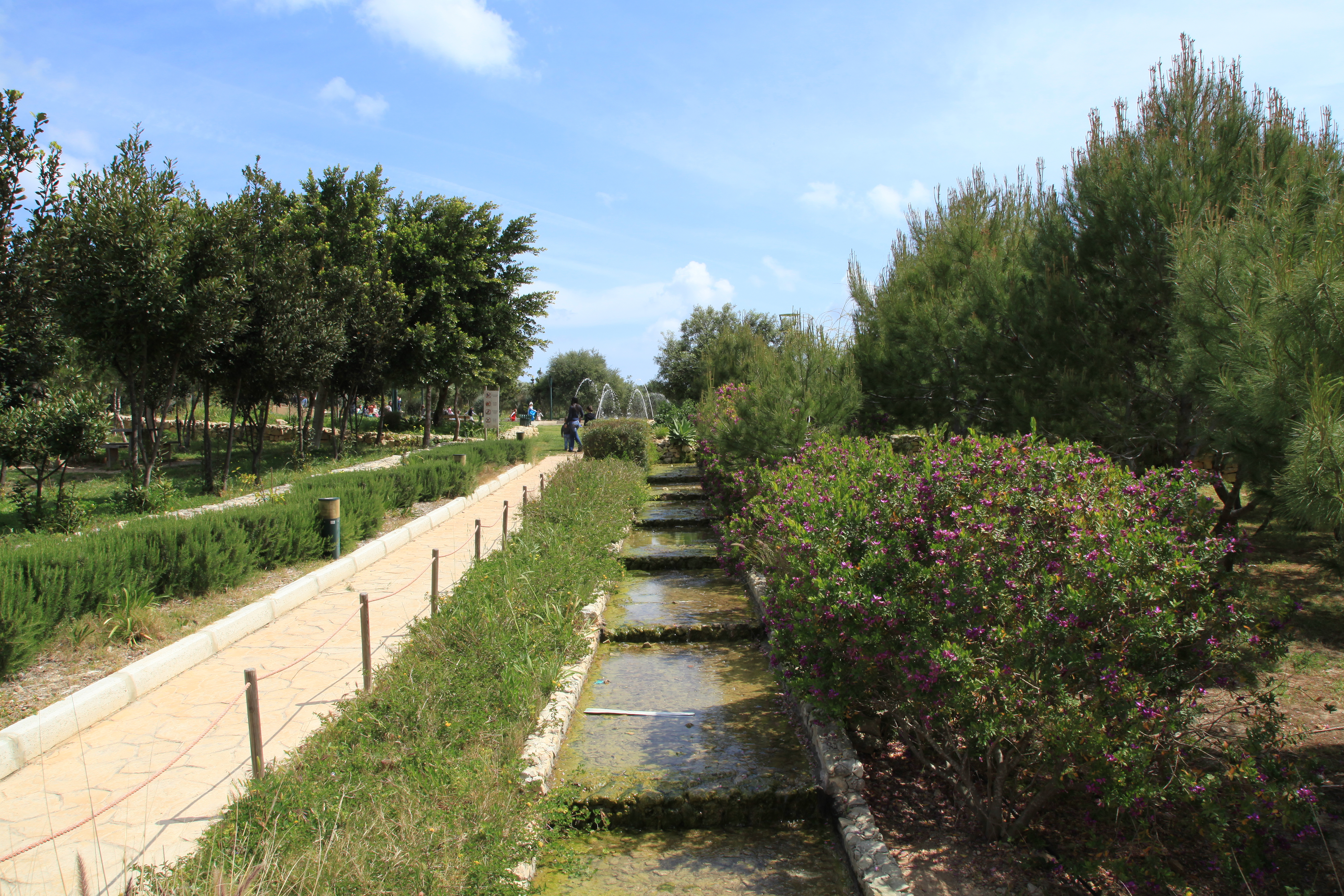
il piccolo canale all'interno del parco
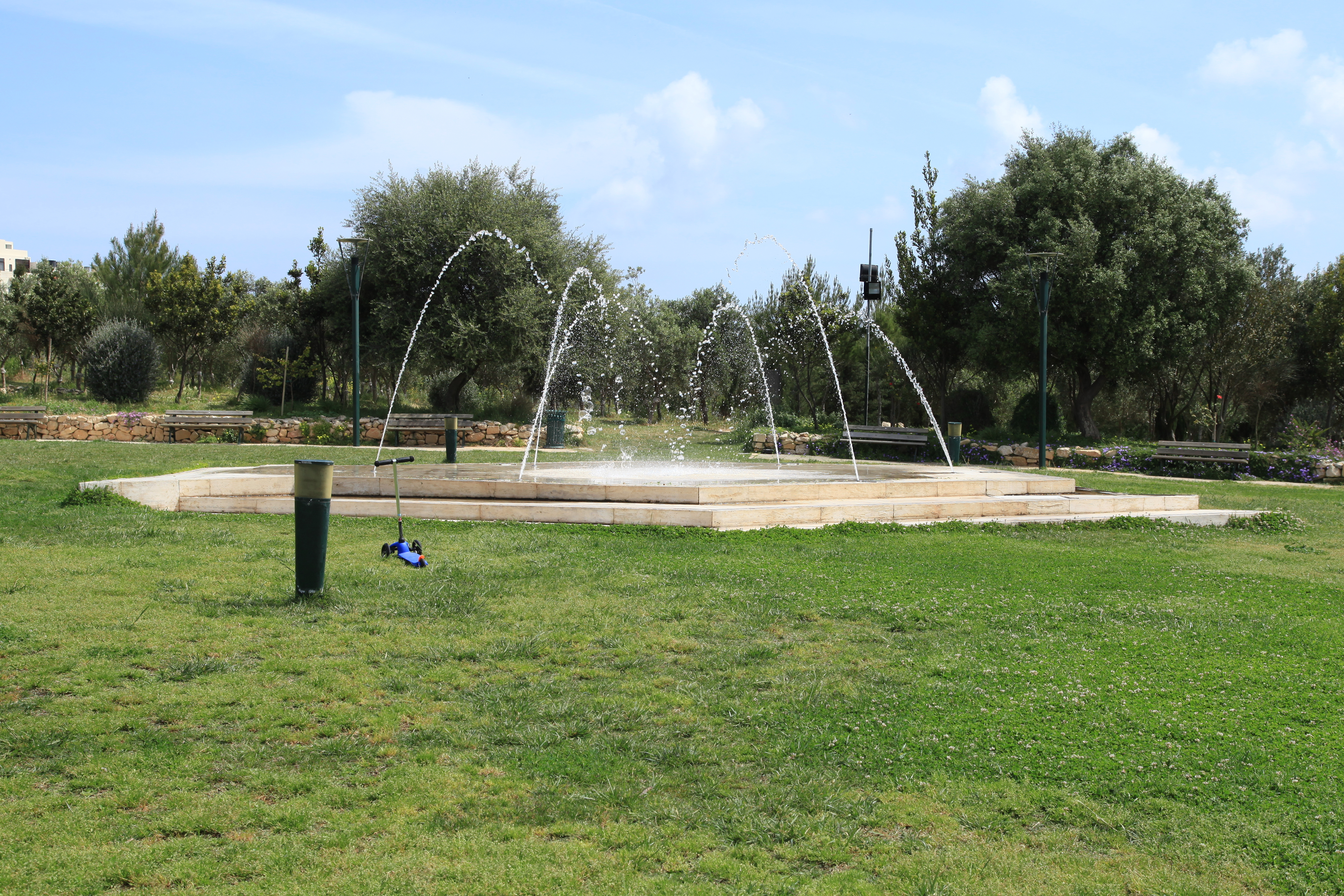
Monumento a J.F.Kennedy all'interno del parco